# Roman Voosen
Roman Voosen, född 4 mars 1973, är en tysk-svensk deckarförfattare. Voosen och medförfattaren Kerstin Danielsson debuterade år 2012 med Später Frost, den första delen i en serie kriminalromaner. Später Frost utkom i svensk översättning av Danielsson år 2019 (Sen frost, Ersatz).